# Motu Nui
Motu Nui je největší ze tří ostrůvků, nacházejících se na jih od Velikonočního ostrova a je to současné také nejzápadnější území Chile.
Motu Nui je vrchol podmořské sopky, která má ode dna výšku přes 2 000 m.
Všechny tři ostrůvky jsou osídleny mořským ptactvem, ale právě Motu Nui hrál nejvýznamnější roli v kultu Ptačího muže v období mezi érou stavitelů soch Moai a křesťanskou érou na ostrově. Rituál Ptačího muže byla soutěž, kdo první v sezóně donese do Oronga vejce rybáka černohřbetého.
Motu znamená v Rapanuištině, v jazyce původních obyvatel ostrova, ostrov.
Vedle Motu Nui jsou v blízkosti ostrůvku další dva menší: Motu Iti a Motu Kao Kao,
dosahující výšky okolo 20 metrů.
Motu Nui byl poprvé vědecky zkoumán roku 1914 expedicí Katherine Routledge, která
doložila, že kromě rybáka černohřbetého hnízdí na ostrůvku dalších šest druhů mořských ptáků. Expedice také prozkoumala dvě jeskyně, nalézající se ostrůvku. První používali soutěžící Kultu Ptačího muže, při čekání na první vejce rybáka, druhá pak obsahovala Titahanga-o-te-henua, malou sochu Moai, které je dnes v Oxfordu v muzeu Pitt Rivers Museum.
Přístup na ostrůvky je v dnešní době zakázán chilskou vládou z důvodu ochrany přírody.